# 環渚街道
環渚街道是浙江省湖州市吳興區下轄的一個街道办事处，位於湖州市區東北方向。在湖州中心城市規劃區中屬於市北分區和湖東分區。環渚鄉東距上海120公里，南與杭州相距70公里，北與蘇州、無錫隔湖相望，緊靠湖州中心城市。318國道、申蘇浙皖高速公路過境，長湖申航道、東西苕溪及太湖流域水系縱橫交錯。全鄉行政區域總面積56平方公里，轄19個行政村，總人口3.2萬。

## 地理
環渚街道地處地處長江三角洲杭嘉湖平原的太湖南濱，屬於亞熱帶季風氣候區，氣候溫和濕潤，全年降水量充沛。年平均氣溫和降水量分別在16℃和1326.7毫米左右。

## 歷史沿革
「環渚」之名源自因境內有梅渚漾(現名環渚漾)，農民環漾而居，因而得名「環渚」。
- 20世紀50年代初屬環渚、龍山兩鄉。
- 1956年，兩鄉合並建為環渚鄉。
- 1958年，環渚、塘甸、白雀3鄉合並成立白雀公社。
- 1961年，白雀公社分為4個公社，轄區建稱環渚公社。
- 1984年恢複鄉行政建置。環渚鄉召開第一次人民代表大會，成立環渚鄉人民政府。
- 2001年6月22日，撤銷塘甸鄉[2]，並入環渚鄉，轄34個村，駐地不變。
- 2009年8月7日，撤銷白雀鄉建制，其行政區域連同環渚鄉新橋村的區域改由吳興區政府直轄。在此區域內設立2個街道辦事處：仁皇山街道辦事處、濱湖街道辦事處。調整後，環渚鄉轄19個行政村，鄉政府駐地不變。
- 2012年12月31日，撤销环渚乡，正式改制为环渚街道办事处。[3]

## 行政區劃
2009年，環渚鄉轄19個行政村，鄉政府駐地為新市陌路71號。
- 行政村：
  - 大東村、華豐村、朱洪村、金鎖村、瑤臺村
  - 後莊村、邵家墩村、龍溪村、常溪村、欣安村
  - 環渚水產村、萬安村、塘甸村、塘甸水產村、榮豐村
  - 大錢村、雙豐村、中東村、樹莊村

2012年12月31日后撤鄉變街道后轄玉堂橋、金龍家苑、北白魚潭、香樟灣等4個社區，金鎖、萬安、邵家墩、瑤台、大東、華豐、朱洪、後莊、水產等9個行政村。原環渚鄉的樹莊、雙豐、中東、常溪、欣安、龍溪、大錢等7個行政村劃規八里店鎮管轄；榮豐、塘甸水產、塘甸等3個行政村劃規濱湖街道辦事處管轄。

## 經濟
環渚鄉現有規模企業20家，個私工業3261戶。2003年全鄉實現工農業總產值46.36億元，同比增長19.85%。國內生產總值11.13億元，其中一產1.61億元、二產8.48億元、三產1.04億元。農民人均收入達5999元。

## 物產
- 「太湖三寶」：銀魚、白蝦、鱭魚。